# ヘール・ボップ彗星
ヘール・ボップ彗星（英語: Comet Hale-Bopp、仮符号:C/1995 O1）は、1997年ごろに明るくなった大彗星である。近日点通過後には見かけの等級は-1前後にものぼり、肉眼で18か月も見ることができた。これはそれ以前の最長記録1811年の大彗星の8か月を大幅に上回った。そのため、ヘール・ボップ彗星は1997年の大彗星とも言われる。

## 発見
ヘール・ボップ彗星は1995年7月23日にアラン・ヘールとトーマス・ボップが発見した。
ヘールは彗星を探そうと何時間もかけていたが成功せず、すでに知られている彗星をニューメキシコ州の自分の私道で追跡していたところ、偶然真夜中に発見した。そのときの見かけの等級は10.5でいて座の球状星団M70の付近にあった。ヘールはまずDSOでないことを確かめ、さらに既知の彗星と照らし合わせ、M70付近には彗星が発見されていないことが分かった。背景にあった恒星に対してその天体が動いたため彼は天文電報中央局にメールを送った。
ボップは自身の望遠鏡を持っていなかった。彼が友人とアリゾナ州のスタンフィールドで星団や銀河を観測していたとき、偶然発見した。彼は新しい天体を発見したと思い、ヘールのように別のDSOがないか確認し何もないことが分かった。そして彼はウエスタンユニオンを介して天文電報中央局に連絡した。当時天文電報中央局に務めていたブライアン・マースデンは「電報で(ヘール・ボップ彗星の発見が)送られたのは初めてだ」と笑いながら言い、「つまり、アラン・ヘールが3回座標をメールで送ってきたということだ。」と言った。
翌朝、未知の彗星であることが確認され、仮符号はC/1995 O1 とされた。これはIAU Circular第6187号で公表された。

## 初期の観測
ヘール・ボップ彗星発見当初の軌道の位置は太陽から7.3auの場所にあり、木星と土星の間ぐらいであった。ほとんどの彗星はこの距離ではかなり薄暗く見え、識別できないぐらいであるが、ヘール・ボップ彗星はコマを観測することができた。また、アングロ・オーストラリアン望遠鏡の1993年の画像にも注目されないまま残っており、後になって太陽から13.1auという距離で発見された。この距離ではほとんどの彗星は観測不可能で、ハレー彗星が同じ距離にあったとしても100倍ほど暗い。後の分析によると彗星の核は直径60 ± 20kmでハレー彗星の6倍もある。
このような条件からヘール・ボップ彗星は1997年に近日点に到達したときに明るくなると予想された。しかし、彗星科学者らは彗星がアウトバーストを引き起こしてその結果光度が減少していくことを警戒していた。その例としては1973年のコホーテク彗星があり、今世紀最大と謳われていたが見栄えのしない姿になった。

## 近日点通過

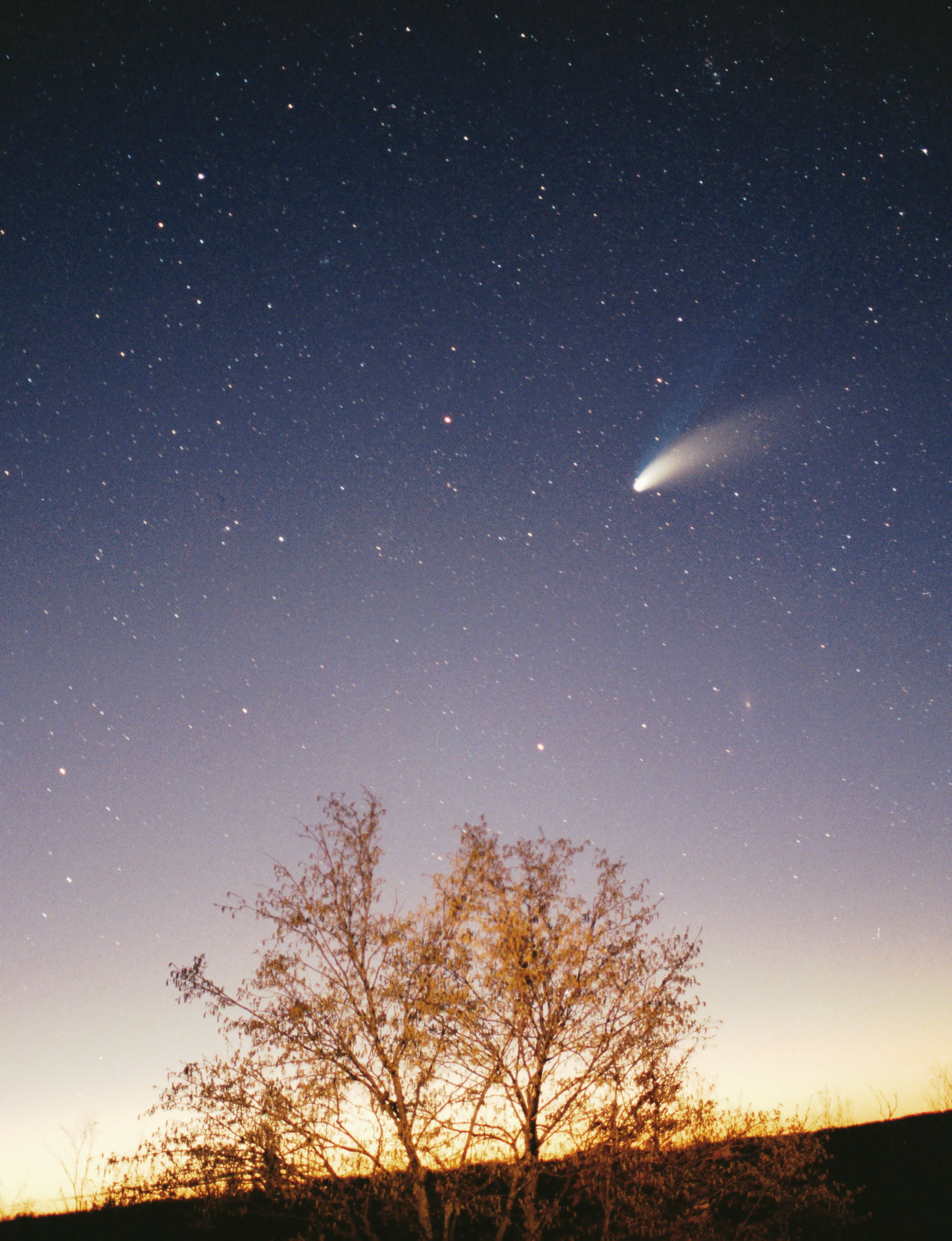
1997年近日点通過前に肉眼でも見られたヘール・ボップ彗星

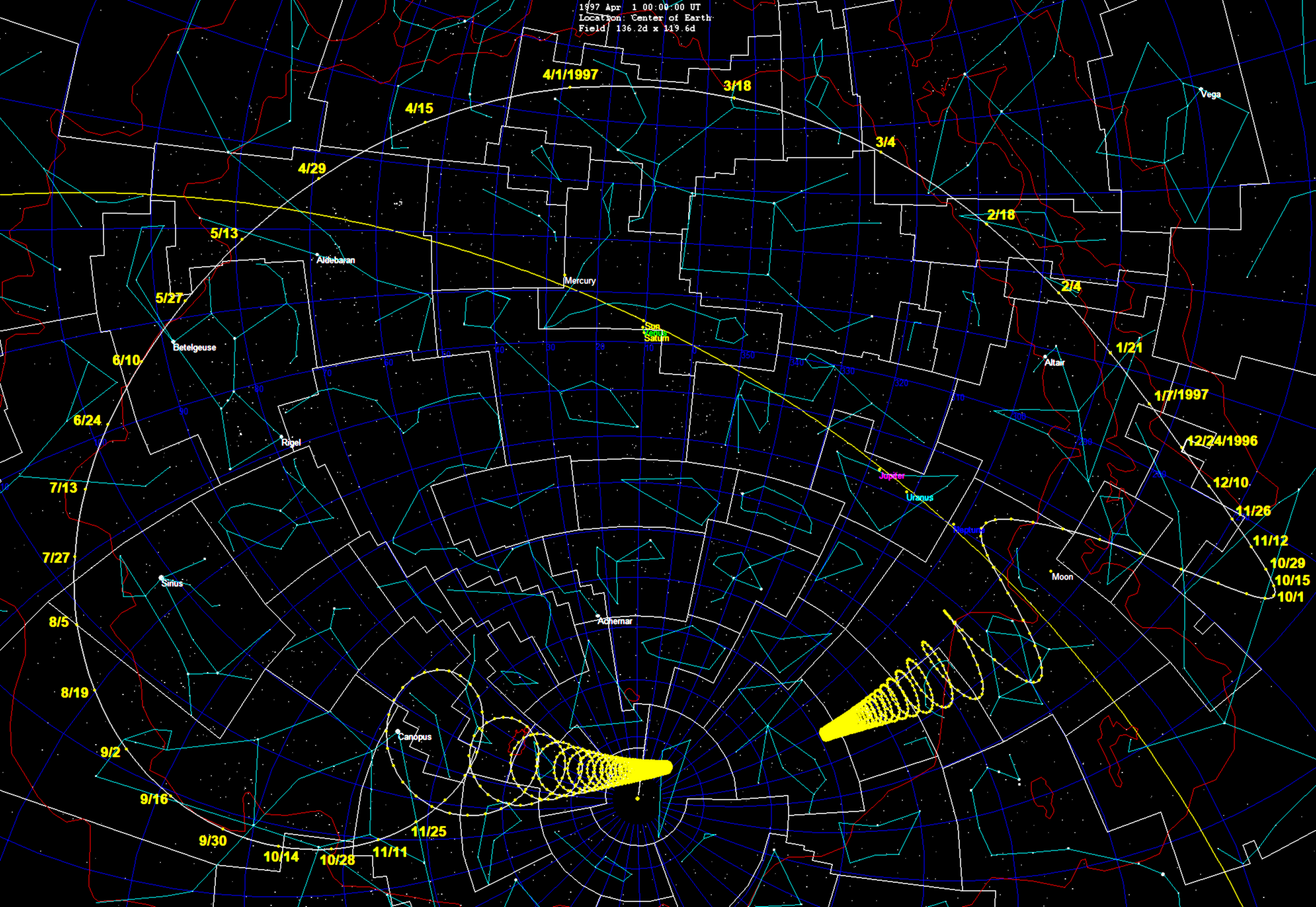
恒星の位置を基準とした2週間ごとのヘール・ボップ彗星の位置。

ヘール・ボップ彗星は1996年5月には肉眼でも見られるようになった。1996年下半期は光度の上昇率がかなり遅かったが、科学者らは彗星が明るくなることを警戒しながらも楽観視していた。1996年12月には地球からみて太陽と同じ方向にあったため観測できないこともあったが1997年1月に再出現したときは光害を受けた大都市ですらも見ることができた。
当時はインターネットも進化し始めており、ヘール・ボップ彗星を追跡するウェブサイトや世界中の画像を提供するウェブサイトが極めて人気を集めた。このようにインターネットは民衆へヘール・ボップ彗星への興味を促進する一因となった。
ヘール・ボップ彗星が太陽に近づいたとき、しだいに明るくなってゆき2月には2等級になった。尾も成長が見られ始め、青くて直線のタイプIの尾と黄色くて軌道に沿ったタイプIIの尾が見られるようになった。3月9日には中国やモンゴル、シベリア東部などで日食が見られ、昼間でも観測できる機会があった。地球に最も近づいたのはは1997年3月22日でその距離は1.315auであった。
ヘール・ボップ彗星は1997年4月1日に近日点を通過するとピーク時には-1等級程度となりシリウス以外の全ての恒星よりも明るくなり、尾は45 °にわたった。空が完全に暗くなるより前でもよく見えるようになり、北半球では一晩中観測できた。

## 近日点通過後
近日点通過後、ヘール・ボップ彗星は南半球の方へ移動していった。南半球からの観測は北半球からの観測より感銘を与えるようなものではなかったものの、1997年下半期には徐々に消えていく様子を観測することができた。肉眼で最後に観測されたのは1997年12月でこれは肉眼での観測が569日(=18.7か月)間できたということである。ヘール・ボップ彗星以前の肉眼観測最長記録は1811年の大彗星の9か月であり、2倍以上の更新となった。
後退して肉眼では見えなくなった後も天文学者によって追跡が行われた。2007年10月には太陽から25.7auの地点でも一酸化炭素による活動を行っていたことが明らかになっている。ハーシェル宇宙天文台により2010年に撮影された画像からはヘール・ボップ彗星は霜に覆われたような層から成ることが示唆された。2010年12月には太陽から30.7au離れている地点でも再び検出され、2012年8月7日には太陽から33.2auの地点でも検出された。天文学者らは2020年ごろになると見かけの等級が30ぐらいになりその頃にまで見られるだろうと予測した。その時までにはヘール・ボップ彗星と他の無数の銀河を識別することは非常に難しくなる。

## 軌道の変化

1997年4月1日接近時のヘール・ボップ彗星の軌道。

ヘール・ボップ彗星は約4200年前の紀元前2215年7月にも近日点を通過した可能性がある。1.4auほど地球に接近したと推定され、エジプト第6王朝のペピ2世の治世の頃に観測された可能性がある。ペピ2世のサッカラにあるピラミッドには"nhh-star"というものについて言及しており、nhhとは長い髪を表すヒエログリフであることからヘール・ボップ彗星であると考えられている。
ヘール・ボップ彗星は紀元前2215年7月の接近より前に木星と衝突しそうになったことがあり、おそらく元の軌道から軌道が変わったと考えられている。また、太陽系の内側を通過したのはこの時が初めてである可能性がある。現在のヘール・ボップ彗星の軌道は黄道面と垂直なので惑星との接近は珍しい。しかし、1996年4月には木星と0.77auという距離で接近しており、重力により軌道が変わってもおかしくないぐらいの近さである。それにより公転周期は大まかに見ると2533年ほどに縮まりさらに摂動により縮まることを想定すると、次に回帰してくるのは4385年だと推測されている。太陽からの遠日点は525auから363auになると推測されている。
ヘール・ボップ彗星が将来地球に衝突する可能性は非常に低く、1回の公転につき2.54×10−9程度の確率である。しかし、彗星核が直径にして60kmであることを考慮するとその影響は地球を破滅させるほど大きい。Paul R. Weissmanは直径を35km、平均密度を0.6g/cm3、質量を1.3×1019kgとしたところ、速度は52.5 km/s、衝突によるエネルギーは1.9×1032ergにもなると算出した。これはTNT換算では4.4×109メガトンになり、白亜紀の大量絶滅際の4.4倍にも及ぶ
一般的に軌道傾斜角が大きく、近日点距離が小さい彗星は重力による摂動の影響で近日点距離が非常に小さくなる。そのため、ヘール・ボップ彗星も太陽をかすめるように通過するサングレーザーになる可能性がある。

## 研究による成果
ヘール・ボップ彗星は近日点通過の間、多くの天文学者によって観測され、彗星科学に大いな貢献をもたらした。ヘール・ボップ彗星のダストの生成速度は2.0×106 kg/sと非常に速いことが分かり、それによりコマ内部の光学的厚さが大きくなっていると分かった。ダストの温度やアルベドは高く、10μm程度のケイ酸塩から成るという特性から天文学者らはヘール・ボップ彗星のダストに関して、他の観測されている彗星よりもダストが小さいと結論づけた。
ヘール・ボップ彗星は過去、観測された彗星の中でも非常に強力な直線偏光を示した。このような偏光はコマ内のダストが太陽からの光を散乱させているためであり、これはダストの性質によるものである。さらに、また、直線偏光についてハレー彗星と比較した結果、ヘール・ボップ彗星のコマ内のダストが他の彗星で推測されているようなダストよりも小さいということが分かっている。

### ナトリウムの尾

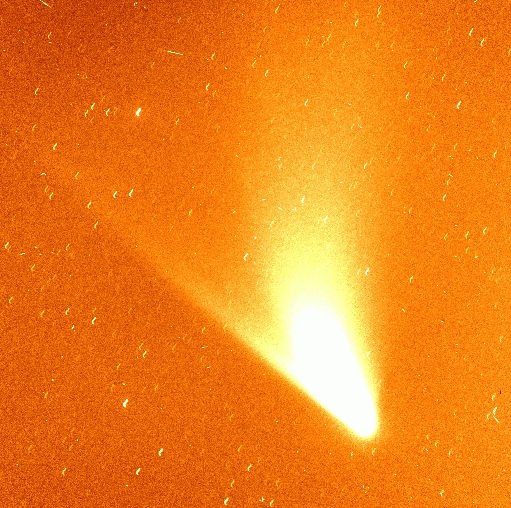
ヘール・ボップ彗星のナトリウムを含んだ尾。細長い方と拡散している方があるが、拡散している方はダストの尾と混合しており、拡散しているナトリウムの尾だけを見るにはそれを差し引く処理が必要となる。

ヘール・ボップ彗星の研究における最も著しい発見として彗星の第3の尾が発見されたことがあげられる。一般的に知られていたガスの尾、ダストの尾に次いでナトリウムの尾が発見された。ナトリウムを放出していること自体は他の彗星でも観測されていたが尾で見られたのはこれが初めてである。ナトリウムの尾はイオンではなく中性原子から成り数千万kmにまで伸びる。
ナトリウムの尾はGabriele Cremoneseらによって発見された当初は図の左上へと伸びているものだけしかないと考えられていた。しかし、J. K. Wilsonらによる研究では右側に拡散しているダストの尾に重なる形でナトリウムの尾、つまりはヘール・ボップ彗星の第4の尾が存在することが発見された。これらを区別するために最初に発見された細く伸びた方のナトリウムの尾は英語でnarrow sodium tailと呼ばれ、後に発見された広く拡散している方のナトリウムの尾は英語でdiffuse sodium tailと呼ばれる(日本語の定訳なし)。
narrow sodium tailは中性ナトリウム原子に放射圧が加えられることによって起こるのに対し、diffuse sodium tailはダストと共にナトリウム原子が放出されることにより起こる。この2つの尾に関しては起源が違う可能性もある。

### 重水素
ヘール・ボップ彗星に含まれる重水素は重水分子となっており、地球の海洋にある量の2倍あることが分かっている。もしこれが他の彗星でもありきたりなことであったとすると、地球上の水の大半は彗星の衝突でもたらされたものであるという説は通らなくなる。
重水素は重水以外の水素化合物としても検出されている。重水素の軽水素に対する割合は化合物によりまちまちで、天文学者らは彗星の氷は原始太陽系星雲が起源ではなく、星間雲で形成されるものであると提唱している。星間雲での氷の形成モデルではヘール・ボップ彗星は約25 - 45 Kで形成される。

### 有機物
ヘール・ボップ彗星の分光観測では多くの有機物が発見され、中にはこれまで彗星では検出されなかったものもあった。これらの分子は彗星核内部にあるか彗星で化合している可能性がある。

### アルゴンの検出
ヘール・ボップ彗星は初めて貴ガスのアルゴンが発見された彗星でもある。貴ガスは化学的に不活性で揮発性が低いものから高いものまである。また、貴ガスによって昇華点は異なり、他の元素との反応性も低いため彗星の氷の温度を求める時に使われる。ネオンのヘール・ボップ彗星における量は太陽での存在度よりも25倍も小さいが、アルゴンは昇華点が高いため太陽の存在度と比較して多い。これらの結果からヘール・ボップ彗星内部の温度は35 - 40Kよりも小さく、彗星の一部では16 - 20Kよりも大きい場所があるということが分かっている。原始太陽系星雲が想定よりも温度が低くなく、アルゴンが多くない限り、ヘール・ボップ彗星は海王星より向こうのエッジワース・カイパーベルトで形成され、オールトの雲に移ってきたということになる。

### 自転
ヘール・ボップ彗星のガス放出は一様に広がっているわけではなく、いくつかの特定のジェットから放出されている。ジェットからの物質の流れの観測により、自転周期は11.46時間(=11時間27.6分)であることが分かっている。

### 衛星保持説とその疑惑
1997年、1995年10月にヘール・ボップ彗星でも観測されたダストの放出のパターンを完全に説明するために核が2つ存在する(=一方が衛星のようになる)と仮定した論文が公表された。この論文では理論上の分析に基づき、衛星となる核の発見は主張せずに、直径70kmの主の核の付近に直径30kmのものが存在し、180km離れた場所を2、3日で公転すると推定した。この分析結果は1996年、ハッブル望遠鏡の広視野惑星カメラ2を用いて衛星があることが明らかにされた
1997年後半から1998年早期の補償光学を用いて核の明るさに2回のピークが現れたにもかかわらず、ハッブル宇宙望遠鏡の観測で核の衛星を説明できるかどうかには議論が残った。衛星の発見もハッブル宇宙望遠鏡以外によっては裏付けられていなかった。また、彗星の分裂に関してはそれまでにも観測されていたが、核の衛星が安定して存在することに関しては2017年にP/2006 VW139で発見されるまで事例はなかった。

## UFOの主張とその後
1996年11月、テキサス州のヒューストンでアマチュア天文家のChuck ShramekはCCDによりヘール・ボップ彗星を撮影したが近くにぼんやりとした細長い物体が映っていた。彼がコンピュータを用いて他の天体と照らし合わせても恒星を確認することはできなかった。そこで彼はArt Bell(英語版)による超常現象を扱う番組、Coast to Coast AMにヘール・ボップ彗星の後ろをついて行く土星状の物体を発見したと連絡した。遠隔透視の支持者などUFOの愛好家やエモリー大学政治学部教授、Courtney Brown(英語版)はすぐにこれをヘール・ボップ彗星を追うエイリアンの宇宙船であると結論づけた。
アラン・ヘールも含め、一部の天文学者はこの物体は単に8.5等星のSAO 141894(=HD 162115)であると主張した。また、彼らはShramekのコンピュータの設定の誤りであるということにも気付いた。Art bellはUFOの発見を確認しようとしていたある匿名の天体物理学者から入手したと主張したが、ハワイ大学のOlivier Hainaut(フランス語版)とDavid Tholen(英語版)は主張された写真がハワイ大学で彼らが撮影した彗星の画像を改変したものであると述べた。
1997年3月、宗教団体ヘヴンズ・ゲートは彗星の後方を飛来している宇宙船にテレポートするために39人のメンバーが集団自殺を行った。
脳を移植してエイリアンからメッセージを受け取ると主張したNancy Liederはヘール・ボップ彗星を追うUFOはフィクションで民衆のニビル(Planet X)に対する興味を逸らそうとしたものだと述べた。彼女が黙示した最初の日付は2003年5月だったが何の事件も起こらかった。それでもニビルの到来を予測する様々なウェブサイトでは2012年人類滅亡説に結び付けられた。Liederらのニビルが存在するという主張は科学者らにより何度も反駁されている。

## その他

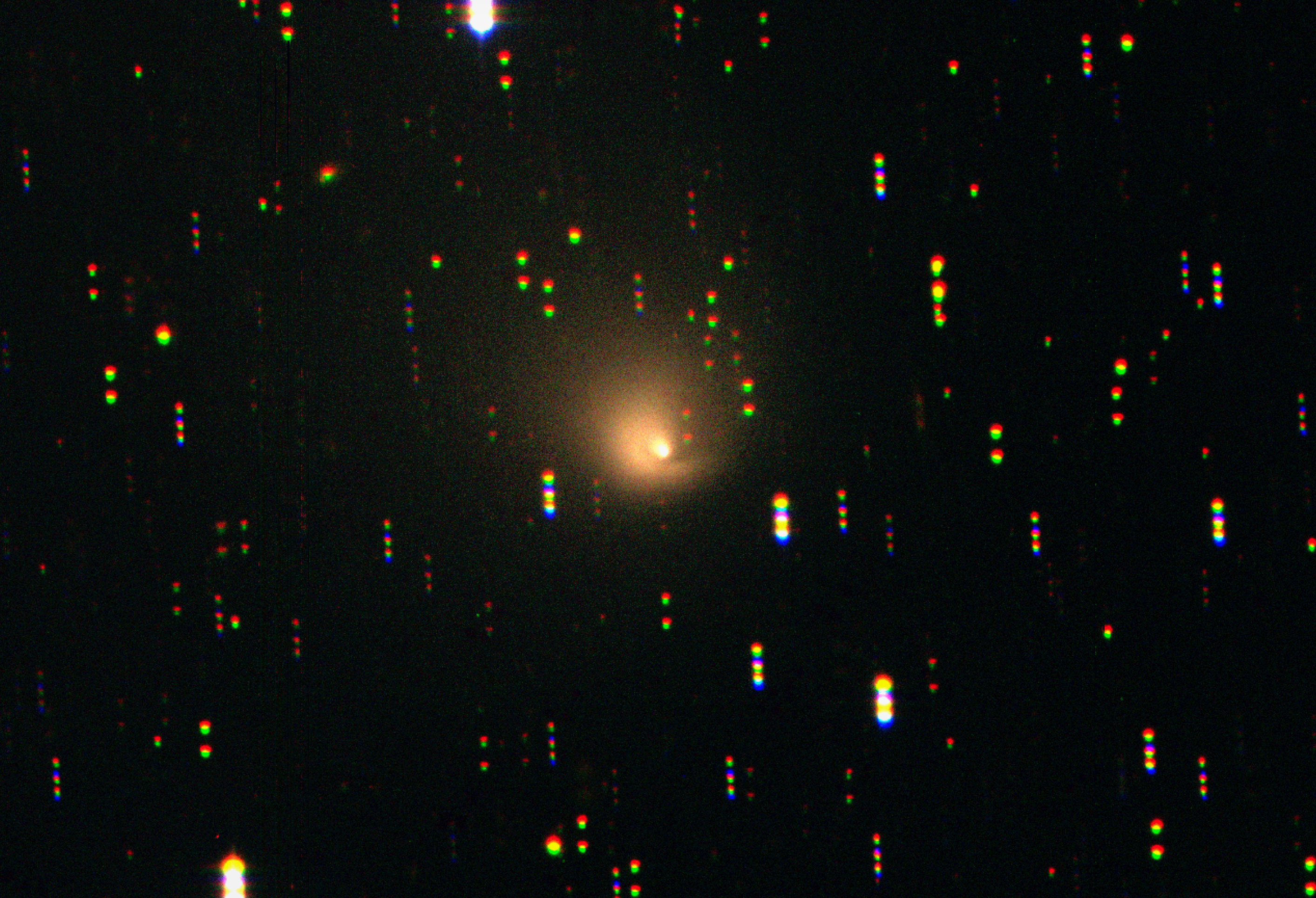
太陽から20億kmほど離れている場所で2001年に撮影されたヘール・ボップ彗星。写真はヨーロッパ南天天文台(ESO)による。

ヘール・ボップ彗星は観測可能な期間が長く、メディアでも大きく取り上げられたことからおそらく歴史上でもっとも多くの人に見られた彗星である。1986年のハレー彗星よりもその衝撃は大きく、確実に見た人も多い。その例としてアメリカにはヘール・ボップ彗星を1997年4月9日に見た人は69%であるというデータがある。
ヘール・ボップ彗星は数多くの記録を持つ彗星である。発見当時の太陽からの遠さはこれまでの彗星の中で最も遠く、大きさでは直径が推測されているものの中ではキロン彗星の次に大きく、肉眼での観測記録がある期間はそれ以前の最長記録であった彗星の2倍更新した。また、見かけの等級0等よりも明るくなった期間が8週間に及ぶのも最長である。
キャロライン・シューメーカーと夫、ユージン・シューメーカーは1997年7月18日、クレーターの調査のとき、自動車事故に巻き込まれた。夫ユージンは死亡し、のちにNASAの月探査機であるルナ・プロスペクターにカプセルに入った遺灰が運ばれ、宇宙葬が行われた。カプセルには晩年に見たヘール・ボップ彗星と宇宙飛行士の訓練を行ったアリゾナ大隕石孔の写真が添えられた。